# Navet Village (San Fernando)
Navet Village es una villa de Trinidad y Tobago, que forma parte de la ciudad de San Fernando.

## Geografía
La villa abarca parte de la isla Trinidad y limita al norte con Mon Repos, al sur con Les Efforts East, al este con Pleasantville y al oeste con Lower Hill Side.

## Demografía
Datos demográficos de la villa de Navet Village:
| Gráfica de evolución demográfica de Navet Village entre 2000 y 2011 |
|                                                                     |